# Isla Lemuy
Lemuy (del mapudungun: lemuy, "es boscoso") es una isla del sur de Chile. Es una de las islas más grandes del archipiélago de Chiloé, con una superficie de unos 97 kmª, y constituye la comuna de Puqueldón. Está separada de la Isla Grande por el canal Lemuy al norte y por el canal Yal al oeste.
Tal como la isla de Quinchao, está conectada a la red de luz regional por un gran cable que se extiende sobre el canal Yal, que la separa de la comuna de Chonchi. Un transbordador lleva vehículos y peatones a la isla desde el sector de Huicha hasta Chulchuy.
En Lemuy hay tres iglesias de madera declaradas Patrimonio de la Humanidad por la Unesco: Aldachildo, Detif e Ichuac.
La Iglesia Jesús Nazareno en Aldachildo fue construida a fines del siglo XIX, declarada Monumento Nacional 10 de agosto de 1999 y Patrimonio de la Humanidad en noviembre de 2000. Fue restaurada en 2005 y 2007. Se halla en el centro del pueblo, cerca de la playa.

## Galería de imágenes

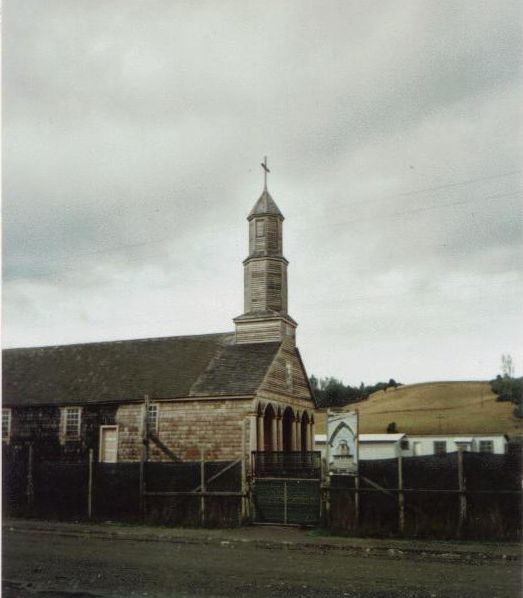
Iglesia Jesús Nazareno en Aldachildo
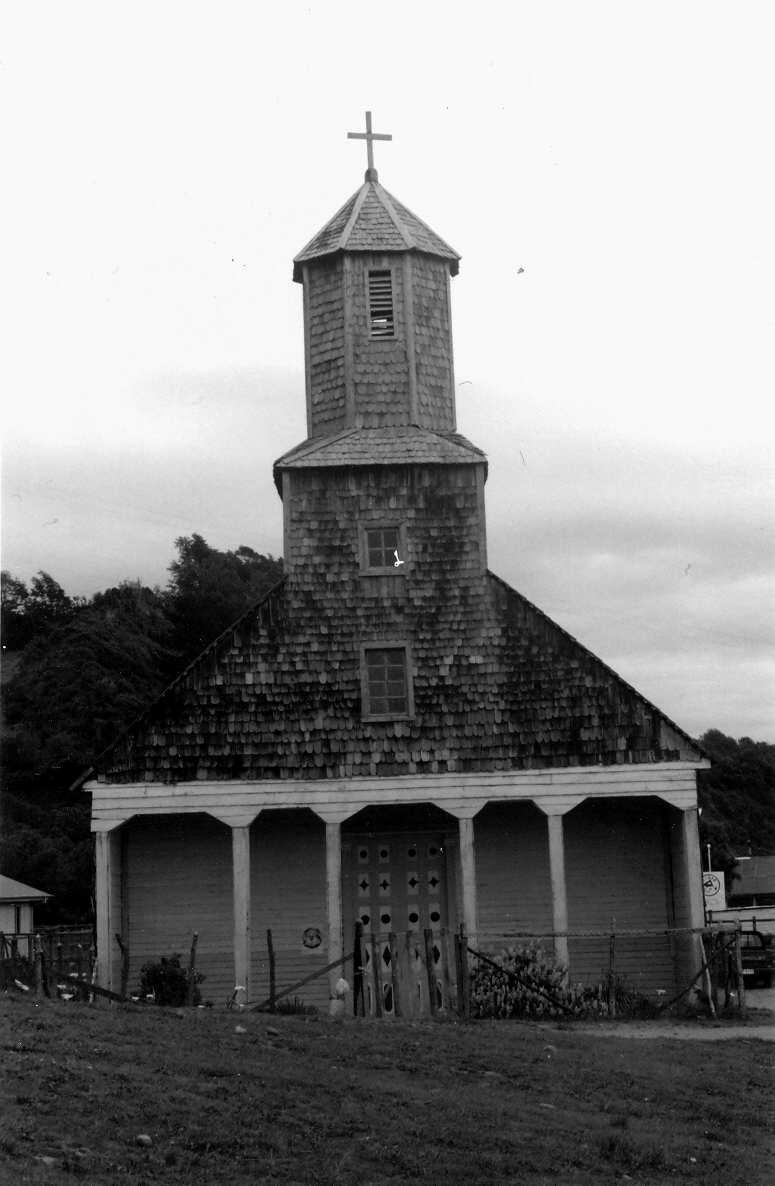
Iglesia de Detif.
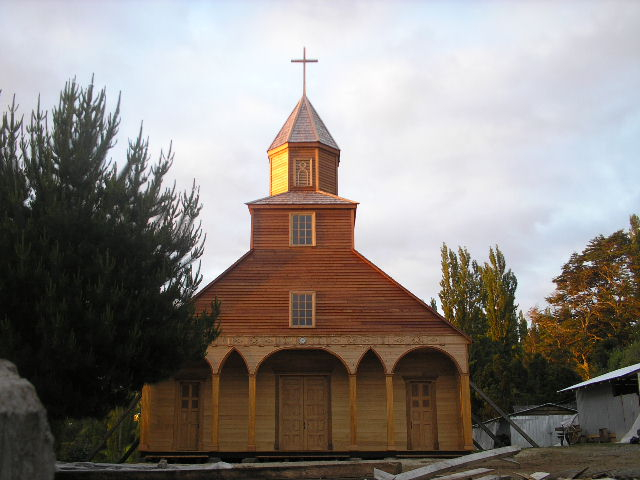
Iglesia de Ichuac.
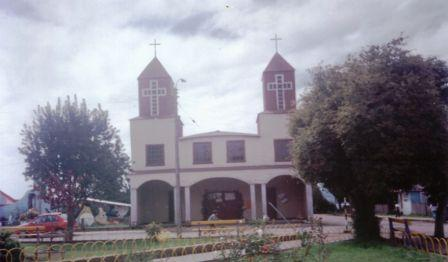
Iglesia de Puqueldón.